# Radomiro Tomic
Radomiro Tomic Romero, född 7 maj 1914, död 3 januari 1992, var en chilensk politiker. Han var en av de mest betydelsefulla ledarna för Chiles kristdemokratiska parti. Han var partiets kandidat i presidentvalet 1970 där Tomic fick 27,9%, högerns kandidat Jorge Alessandri 35,8% och socialisternas Salvador Allende 36,3%, men kristdemokraterna som hade gått till val på ett reformvänligt program stödde Allende i omröstningen i parlamentet så att denne blev Chiles president. Som politiker och parlamentariker försvarade Tomic Chiles självbestämmande över landets koppartillgångar och nationaliseringen av kopparindustrin.